# Zaevius calocore
Zaevius calocore är en fjärilsart som beskrevs av Dyar 1910. Zaevius calocore ingår i släktet Zaevius och familjen björnspinnare. Inga underarter finns listade i Catalogue of Life.